# Virgínia Quaresma
Virgínia Sofia Guerra Quaresma (Elvas, 28 de diciembre de 1882 - Lisboa, 26 de octubre de 1973) fue la primera reportera portuguesa. Además de escribir noticias, se distinguió en los dos géneros que hacen el "paso" al periodismo moderno, el reportaje y la entrevista, y fue, junto con Berta Gomes de Almeida, una de las primeras mujeres en licenciarse en Letras en Portugal. También fue conocida por su activismo en varias causas sociales y políticas, concretamente el republicanismo, el pacifismo y el feminismo, siendo una de las voces más conocidas y activas en la lucha por los derechos de la mujer, la igualdad de género y la libre expresión sexual. Fue uno de los rostros más conocidos del feminismo negro y de la comunidad LGBT en Portugal, a principios del siglo XX.

## Biografía

### Nacimiento y familia
Quaresma nació en la región del Alentejo, hija de Ana de Conceição Guerra, doméstica, descendiente de esclavos africanos, natural de Elvas y de Júlio Guerra Ferreira Quaresma, oficial de Caballería del Ejército portugués, que más tarde alcanzaría el grado de general y sería comandante militar de las Azores. Fue la menor de los tres hijos del matrimonio.
Como sus hermanos, Eduardo y Carlos Alberto, ambos militares de fuertes convicciones republicanas, habiendo participado el último en los sucesos de octubre de 1910 y luchado contra las tropas de Henrique Mitchell de Paiva Couceiro en Trás-os-Montes, Virgínia adoptó tempranamente los mismos ideales republicanos, comenzando a manifestar su interés por el activismo social, con especial incidencia en la defensa de varias causas minoritarias, como los derechos de la mujer, la igualdad de género y la libre expresión sexual, participando en numerosas sesiones de propaganda republicana celebradas en varios centros escolares, así como asumiendo públicamente su homosexualidad ante una sociedad fuertemente conservadora y religiosa, incluso antes del Regicidio de 1908.

### Antecedentes académicos
Decidida a romper las barreras y demostrar que no hay profesiones exclusivamente masculinas, a los dieciocho años continuó con sus estudios y se embarcó en un curso de enseñanza primaria en la Escola Normal Primária de Lisboa y, más tarde, en el Curso Superior de Artes en la Facultad de Artes de la Universidad de Lisboa, convirtiéndose en una de las primeras mujeres en obtener ese título en el país. Después, al seguir la carrera de periodismo, se convirtió en la primera mujer que ejerció esa profesión en Portugal y fue una de las fundadoras de una de las primeras empresas de publicidad de periódicos del país, Latino-Americana. Rápidamente se convirtió en uno de los nombres más conocidos e impulsores de la primera ola del movimiento feminista portugués y del feminismo negro en Portugal y Brasil.

### Carrera periodística y activismo en Portugal
Inicialmente, su carrera se desarrolló en la prensa femenina, cuando en 1906, mientras trabajaba en el Jornal da Mulher del periódico O Mundo, comenzó a publicar importantes y controvertidos artículos de carácter feminista, reclamando la necesidad del derecho al voto, la ley de divorcio, la independencia económica de las mujeres casadas, el derecho a la tutela de los hijos, la igualdad salarial entre géneros y el acceso a las mismas profesiones que los hombres, además de otras muchas reivindicaciones. Durante ese periodo, también publicó textos de crítica social, en los que exponía casos sobre desigualdades de clase social, racismo, feminicidio, violencia contra las mujeres, maltrato de menores, alcoholismo y proxenetismo en la sociedad portuguesa.
Un año más tarde, en 1907, fue nombrada redactora jefe y secretaria del consejo de redacción de la revista Alma Feminina (1907-1908), dirigida por la ensayista y poeta Albertina Paraíso, dirigida específicamente al público femenino, convirtiéndose años más tarde en el principal órgano de información del Conselho Nacional das Mulheres Portuguesas. Durante ese año, también colaboró en el periódico Vanguarda, donde se generó una polémica al escribir que el feminismo debía adaptarse a la realidad portuguesa, dejando de lado "exaltaciones ridículas, ideas prematuras, combates tan violentos como inútiles", siendo considerado por muchos un ataque a la acción militante radical de la sufragista María Veleda en la Liga Republicana das Mulheres Portuguesas.
Después, durante los primeros años de la Primera República, debido a su notoriedad, Quaresma comenzó rápidamente a colaborar en varios diarios de ámbito nacional publicados en Lisboa, como en O Século (1880-1977), donde trabajó junto a Mayer Garção, Jorge de Abreu Silva Passos y Avelino de Almeida, alcanzando el cargo de Jefa de Información General y Reportajes Especiales, y en A Capital (1910-1938), donde destacó por sus publicaciones sobre información política, al tiempo que trabajaba como profesora de enseñanza media en la Real Casa Pia.

### Servicio público en Europa
En febrero de 1911, el diario A Capital defendió el nombramiento de Quaresma para una misión diplomática, como segunda secretaria de la legación, ya que tenía un curso equivalente en cuanto a grados y cátedras necesarios para una carrera en diplomacia. Sin embargo, estando esta profesión vedada a las mujeres, unos meses después, en agosto, el mismo periódico informó que sería nombrada, en una comisión de servicio público, para estudiar la organización y funcionamiento de establecimientos modelo para la educación femenina en Francia, Italia, Suiza y Alemania, para luego ser aplicado en varias escuelas en Portugal.

### Carrera de periodismo en Brasil
A su regreso de París, en 1912, recibió la invitación para cubrir el sensacionalista caso del asesinato de Anita Levy a manos del poeta brasileño João Barreto, su marido, y partió hacia Río de Janeiro, Brasil, acompañada por la escritora, periodista y su compañera Maria da Cunha, donde se estableció hasta 1917. Durante esos años, hizo carrera en ambos países, trabajando para los periódicos Correio Português, A Noite, A Época, Gazeta de Notícias, Correio da Manhã y Brasil-Portugal, acompañando muchas veces a la policía brasileña en varias investigaciones, en las que sacó a la luz el creciente número de crímenes violentos contra las mujeres, la mendicidad, el abandono de niños y los casos de corrupción en el seno de grandes instituciones públicas, como las propias fuerzas policiales. Aunque se dio a conocer en Brasil por su periodismo de investigación, las cenas y veladas que organizaba en su casa, con personajes famosos de la sociedad portuguesa y brasileña, fueron mencionadas a menudo en la prensa rosa.

### Regreso a Portugal
El 10 de enero de 1917, Maria da Cunha falleció. Quaresma decidió volver a Lisboa, donde se instaló en el Hotel Palace y siguió escribiendo y colaborando con varias publicaciones periódicas y revistas. Cinco años después, en 1922, invitada por Óscar de Carvalho Azevedo, a quien había conocido durante su estancia en Brasil, comenzó a trabajar en una nueva agencia de noticias, la Agência Americana de Notícias (AAN), siendo nombrada directora de la sucursal de Lisboa.

### La oposición al Estado Novo y el retorno a Brasil
Años después, en la década de 1930, bajo el gobierno del Estado Nuevo, Quaresma inició una relación con Maria Torres, viuda del militar y pionero de la aviación Óscar Monteiro Torres. Sin embargo, a pesar de estar permanentemente bajo el radar de la policía secreta por su supuesta conducta homosexual, su influencia transfronteriza le permitió utilizar la agencia para ayudar monetariamente a varios colegas de profesión y activistas antifascistas, como María Lamas, que no conseguían trabajo, ofreciéndoles el puesto de colaboradores. Poco después, tras organizar varias iniciativas culturales y diplomáticas de intercambio entre Brasil y Portugal, y ante la creciente persecución y el riesgo de ser detenida por la recién creada PIDE (Policía Internacional y de Defensa del Estado), Quaresma se marchó de nuevo a Río de Janeiro, donde se instaló con su nueva compañera, Madame Silva Passos, viuda de su colega y periodista Silva Passos del periódico O Século.

### Últimos años de vida
Tras la muerte de su pareja, regresó a Portugal en los últimos años de la década de los 60, donde continuó escribiendo artículos y concediendo entrevistas a diversos periódicos y revistas, no sólo de Portugal y Brasil, sino también de España, Francia y Estados Unidos, sobre la importancia del feminismo, la lucha por la igualdad de los salarios y muchas otras batallas por los derechos de las mujeres a mediados del siglo XX.
Quaresma murió el 26 de octubre de 1973, en Lisboa, de un ataque al corazón, a la edad de 90 años.

## Pacifismo, republicanismo y feminismo
Partidaria del colectivismo en detrimento del individualismo, Quaresma formó parte de varias organizaciones feministas y de mujeres a lo largo de los años.
Activista por el pacifismo, integró la sección feminista de la Liga Portuguesa da Paz, junto con Maria Olga de Moraes Sarmento da Silveira, Adelaide Cabete, Carolina Beatriz Ângelo, Branca de Gonta Colaço, Albertina Paraíso, Maria do Carmo Lopes y Cláudia de Campos, entre otros muchos nombres conocidos del activismo feminista portugués, así como perteneció al Comité Portugués de la asociación La Paix et le Désarmement par les Femmes, de Sylvie Camille Flammarion, creada en diciembre de 1906.
En 1910, se convirtió en militante de la Liga Republicana das Mulheres Portuguesas, organización y asociación política y feminista fundada por Ana de Castro Osório y António José de Almeida, con el apoyo del Partido Republicano Portugués, aunque sin haber asumido ninguna posición de liderazgo. Sin embargo, tuvo un papel relevante en la campaña a favor de la aprobación de la ley de divorcio e intervino en la emblemática asamblea general de la asociación feminista, celebrada el 26 de octubre de 1910. Ese mismo año, por invitación del presidente de la Liga Feminista, intervino en la sesión de homenaje a la médica y feminista francesa Madeleine Pelletier, celebrada el 11 de diciembre en Lisboa, y pronunció "un sustancioso discurso sobre el feminismo, concluyendo que la propaganda feminista debe comenzar ya y proseguir con perseverancia, cualesquiera que sean los obstáculos que encuentre en su camino". Un año después, el 3 de noviembre de 1911, intervino en la sesión solemne organizada por el Grupo das Treze en memoria de la primera mujer que votó en Portugal, la médica y activista feminista Carolina Beatriz Ângelo.
Durante la Primera Guerra Mundial, organizó varios actos benéficos para ayudar a las víctimas, a los huérfanos de guerra, a los soldados heridos y a sus familias, uniéndose a la organización de mujeres Cruzadas das Mulheres Portuguesas, presidida por la primera dama Elzira Dantas Machado.

## Reconocimientos
Después de la Primera Guerra Mundial, debido a los servicios que prestó ayudando a los huérfanos y a las viudas de guerra, se le concedió el rango de Oficial de la Orden Militar de Santiago de la Espada, el 28 de junio de 1919.
Su nombre dio lugar a la toponimia de varias ciudades, como Belém (estado de Pará, Brasil), Lisboa, Setúbal y Almada.
En 2010, fue homenajeada en un sello postal conmemorativo sobre las mujeres que han contribuido activamente a la Historia de Portugal.